# Buteogallus
Buteogallus – rodzaj ptaków z podrodziny jastrzębi (Accipitrinae) w rodzinie jastrzębiowatych (Accipitridae).

## Zasięg występowania
Rodzaj obejmuje gatunki występujące w Ameryce.

## Morfologia
Długość ciała 41–85 cm, rozpiętość skrzydeł 85–183 cm; masa ciała 455–3000 g.

## Systematyka

### Etymologia
- Buteogallus: zbitka wyrazowa nazw rodzajów: Buteo Lacépède, 1799 (myszołów) oraz Gallus Brisson, 1766 (kur)[16].
- Harpyhaliaetus: zbitka wyrazowa nazw rodzajów: Harpia Vieillot, 1816 (harpia) oraz Haliaeetus de Savigny, 1809 (bielik)[16]. Gatunek typowy: Harpyia coronata Vieillot, 1817.
- Urubitinga: epitet gatunkowy Falco urubitinga J.F. Gmelin, 1788; tupi nazwa Urubú tinga „wielki czarny ptak”, dla ptaków drapieżnych zbitka[16]. Gatunek typowy: Falco urubitinga J.F. Gmelin, 1788.
- Hypomorphnus: gr. ὑπο hupo „związany z”; rodzaj Morphnus Dumont, 1816 (harpia)[16]. Gatunek typowy: Falco urubitinga J.F. Gmelin, 1788.
- Spizageranus: gr. σπιζιας spizias „jastrząb”, od σπιζα spiza „zięba”, od σπιζω spizō „ćwierkać”; πιαζω piazō „chwytać”; γερανος geranos „żuraw”[16]. Gatunek typowy: Falco urubitinga J.F. Gmelin, 1788.
- Urubitornis: rodzaj Urubitinga Lafresnaye, 1842; gr. ορνις ornis, ορνιθος ornithos „ptak”[16]. Gatunek typowy: Circaetus solitarius von Tschudi, 1844.
- Heterospizias: gr. ἑτερος heteros „inny, różny”; σπιζιας spizias „jastrząb”, od σπιζα spiza „zięba”, od σπιζω spizō „ćwierkać”; πιαζω piazō „chwytać”[16]. Gatunek typowy: Falco meridionalis Latham, 1790.
- Plangus: łac. plangus „orzeł”, od gr. πλαγγος plangos „orzeł”[16]. Gatunek typowy: Plangus neogaeus Sundevall, 1874 (= Harpyia coronata Vieillot, 1817).
- Alectromorphnus: gr. αλεκτρυων alektruōn, αλεκτρυονος alektruonos „kogucik”; μορφνος morphnos „orzeł”[16]. Nowa nazwa dla Buteogallus Lesson, 1830 ze względu na puryzm.
- Wetmoregyps: dr Frank Alexander Wetmore (1886–1978), amerykański ornitolog; rodzaj Gyps Savigny, 1809 (sęp)[16]. Gatunek typowy: †Morphnus daggetti Miller, 1915.
- Miraquila: łac. mirus „zadziwiający”; aquila „orzeł”[16]. Gatunek typowy: †Miraquila terrestris Campbell, 1979.
- Amadonastur: dr Dean Amadon (1912-2003), amerykański ornitolog; łac. astur, asturis „jastrząb”, od gr. αστεριας asterias „jastrząb”, od αστηρ astēr, αστερος asteros „gwiazda”[16]. Gatunek typowy: Falco lacernulatus Temminck, 1827.

### Podział systematyczny
Do rodzaju należą następujące gatunki:
- Buteogallus schistaceus (Sundevall, 1850) – czarnostrząb śniady
- Buteogallus anthracinus (Deppe, 1830) – czarnostrząb leśny
- Buteogallus gundlachii (Cabanis, 1855) – czarnostrząb brunatny – takson wyodrębniony ostatnio z B. anthracinus[18]
- Buteogallus aequinoctialis (J.F. Gmelin, 1788) – czarnostrząb rdzawoskrzydły
- Buteogallus meridionalis (Latham, 1790) – czarnostrząb rdzawy
- Buteogallus lacernulatus (Temminck, 1827) – białogłowiec
- Buteogallus urubitinga (J.F. Gmelin, 1788) – urubitinga czarna
- Buteogallus solitarius (von Tschudi, 1844) – urubitinga górska
- Buteogallus coronatus (Vieillot, 1817) – urubitinga czubata
- Buteogallus royi Suárez, 2020 – wymarły, plejstoceński gatunek[19]